# Good Morning
Good Morning är en sång 1939 av Nacio Herb Brown och texten är skriven av Arthur Freed och ursprungligen gjord för filmen Vi charmörer. Låten framfördes ursprungligen av Judy Garland och Mickey Rooney.

## Covers
- En version med svensk text gjordes 1946 för radioprogrammet Frukostklubben med text av Per-Martin Hamberg och framförd av Sigge Fürst
- En coverversion framfördes i filmen Singin' in the Rain från 1952 by Debbie Reynolds), Gene Kelly and Donald O'Connor
- Lady Gaga sjöng en version av sången 2024